# روي سيلفا (عداء مسافات طويلة)
روي سيلفا (بالبرتغالية: Rui Silva‏) (و. 1977  م) هو عداء مسافات طويلة، وعداء المسافات المتوسطة، ومنافس ألعاب قوى برتغالي، ولد في شنترين، شارك في الألعاب الأولمبية الصيفية 2004، والألعاب الأولمبية الصيفية 2000.

## جوائز
حصل على جوائز منها:
- نيشان الأمير هنري من رتبة قائد[5]
- نيشان الأمير هنري من رتبة فارس[5]

## روابط خارجية
- روي سيلفا على موقع الاتحاد الدولي لألعاب القوى (الإنجليزية)
- روي سيلفا على موقع الاتحاد الأوروبي لألعاب القوى (الإنجليزية)
- روي سيلفا على موقع اللجنة الأولمبية الدولية (الإنجليزية)
- روي سيلفا على موقع أوليمبيديا (الإنجليزية)